# Saint-Pé-de-Bigorre
Saint-Pé-de-Bigorre é uma comuna francesa na região administrativa de Occitânia, no departamento dos Altos Pirenéus. Estende-se por uma área de 43,44 km². Em 2010 a comuna tinha 1 179 habitantes (densidade: 27,1 hab./km²).